# Föräldraskapsbekräftelse
Föräldraskapsbekräftelse är en bekräftelse som den ena kvinnan gör i ett samkönat par efter assisterad befruktning. Socialnämnden i kommunen fastställer därmed föräldraskapet för det nyfödda barnet.